# Teemu Hartikainen
Teemu Hartikainen (ur. 3 maja 1990 w Kuopio) – fiński hokeista, reprezentant Finlandii, dwukrotny olimpijczyk.

## Kariera
- KalPa U16 (2004-2006)
- KalPa U18 (2006-2007)
- KalPa U20 (2007-2008)
- KalPa (2008-2010)
  -  Suomi U20 (2009-2010)
- Oklahoma City Barons (2010-2013)
- Edmonton Oilers (2011-2013)
- Saławat Jułajew Ufa (2013-2022)
- Servette Genewa (2022-)

Wychowanek klubu Kalevan Pallo. Od maja 2010 roku zawodnik kanadyjskiej drużyny Edmonton Oilers. Od tego czasu wielokrotnie przekazywany do klubu farmerskiego, Oklahoma City Barons. W czerwcu 2013 został zawodnikiem Saławatu Jułajew Ufa podpisując dwuletni kontrakt. W styczniu 2014 prawa do niego w ramach ligi NHL odkupił od Edmonton inny kanadyjski klub, Toronto Maple Leafs. W styczniu 2020 przedłużył kontrakt z Saławatem o dwa lata. Po rozpoczęciu inwazji Rosji na Ukrainę na początku marca 2022 tj. na początku fazy play-off w sezonie KHL (2021/2022) odszedł z klubu (podobnie jak wszyscy nierosyjscy zawodnicy drużyny), a jego kontrakt został rozwiązany za obopólną zgodą. W sierpniu 2022 został ogłoszony jego transfer do szwajcarskiego klubu Servette Genewa.
Uczestniczył w turniejach Euro Hockey Tour, mistrzostw świata edycji 2015, 2022 oraz zimowych igrzysk olimpijskich 2018, 2022.

## Sukcesy
Reprezentacyjne
- Złoty medal zimowych igrzysk olimpijskich: 2022
- Złoty medal mistrzostw świata: 2022

Klubowe
- Brązowy medal mistrzostw Finlandii: 2009 z KalPa
- Srebrny medal mistrzostw Rosji: 2014 z Saławatem Jułajew Ufa

Indywidualne
- SM-liiga (2008/2009):
  - Pierwsze miejsce w klasyfikacji strzelców wśród pierwszoroczniaków: 17 goli
  - Trofeum Jarmo Wasama - najlepszy debiutant sezonu
- SM-liiga (2009/2010):
  - Czwarte miejsce w klasyfikacji strzelców w fazie play-off: 6 goli[8]
- KHL (2017/2018):
  - Nagroda Najlepsza Trójka dla tercetu najskuteczniejszych strzelców ligi (oraz Joonas Kemppainen i Linus Omark)[9][10]
- KHL (2018/2019):
  - Najlepszy napastnik - ćwierćfinały konferencji[11], finały konferencji[12]
  - Czwarte miejsce w klasyfikacji strzelców w fazie play-off: 13 asyst
  - Drugie miejsce w klasyfikacji kanadyjskiej w fazie play-off: 21 punktów
  - Pierwsze miejsce w klasyfikacji +/- w fazie play-off: +14
  - Drugie miejsce w klasyfikacji średniego czasu gry w meczu wśród napastników w fazie play-off: 23,03 min.
  - Złoty Kask (przyznawany sześciu zawodnikom wybranym do składu gwiazd sezonu)
- KHL (2019/2020):
  - Piąte miejsce w klasyfikacji średniego czasu gry w meczu wśród napastników w sezonie zasadniczym: 20,16 min.
- KHL (2020/2021):
  - Zawodnik tygodnia: 14 stycznia 2021[13]
  - Drugie miejsce w klasyfikacji strzelców w sezonie zasadniczym: 28 goli
    - Trzecie miejsce w klasyfikacji strzelców zwycięskich goli meczowych w sezonie zasadniczym: 7 goli

  - Czwarte miejsce w klasyfikacji asystentów w sezonie zasadniczym: 36 asyst
  - Drugie miejsce w punktacji kanadyjskiej w sezonie zasadniczym: 64 punkty
  - Nagroda Najlepsza Trójka dla tercetu najskuteczniejszych strzelców ligi (oraz Markus Granlund i Sakari Manninen): łącznie 63 goli[14]
- Hokej na lodzie na Zimowych Igrzyskach Olimpijskich 2022 – turniej mężczyzn:
  - Drugie miejsce w klasyfikacji asystentów turnieju: 5 asyst[15]
  - Czwarte miejsce w klasyfikacji kanadyjskiej turnieju: 7 punktów[16]
  - Pierwsze miejsce w klasyfikacji +/- turnieju: +8[17]

Rekordy
- 11 stycznia 2021 osiągnął 50 punktów w sezonie zasadniczym KHL - jako drugi Fin w historii (poprzednio Esa Pirnes uzyskał 50 pkt. w edycji KHL (2008/2009)); 14 stycznia 2021 ustanowił nowy rekord zdobywają punkt w meczu[20], a ostatecznie uzyskał 64 punkty (28 goli i 36 asyst)[21]
- 11 stycznia 2021 jako pierwszy zawodnik Saławata zdobył cztery gole w meczu KHL (przeciw Ak Barsowi Kazań 7:3)